# Assemblea nazionale (Cambogia)

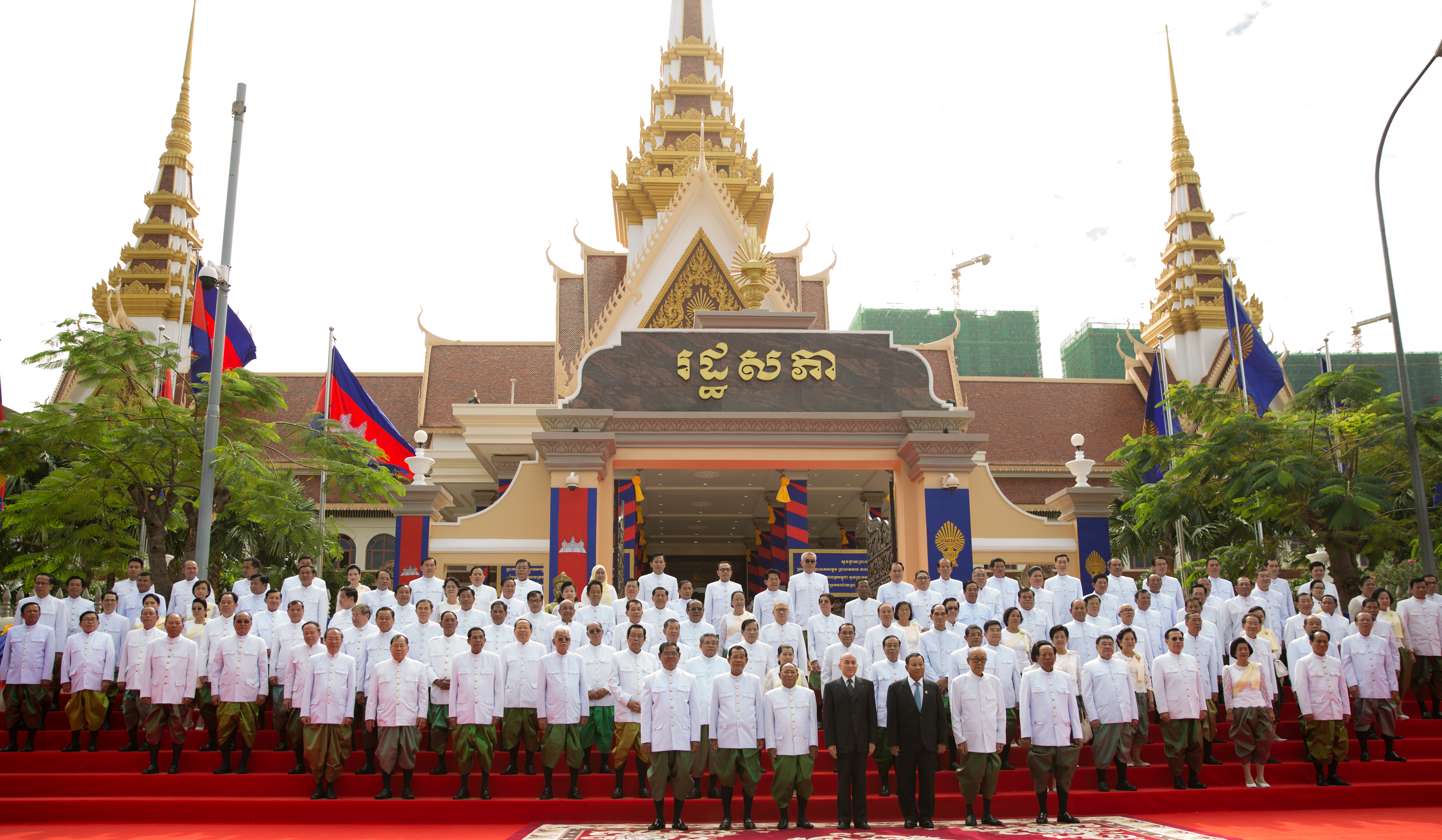
I membri della sesta Assemblea Nazionale della Cambogia con il re Norodom Sihamoni, il 5 settembre 2018.

L'Assemblea nazionale (khmer: រដ្ឋសភា) è una delle due camere del Parlamento della Cambogia. Ci si riferisce ad essa come la camera bassa, mentre il Senato viene indicato come la camera alta.
L'Assemblea nazionale è un organo elettivo composto da 125 parlamentari. I membri vengono eletti per cinque anni in base alla rappresentanza proporzionale del partito, utilizzando le province come collegi elettorali da 1 a 18 membri e il metodo D'Hondt di distribuzione dei posti. Un partito politico deve assicurarsi 63 seggi per ottenere e conservare la maggioranza.
L'Assemblea nazionale è diretta dal presidente, ruolo ricoperto da Heng Samrin del Kampong Cham.

## Storia
L'attuale Assemblea Nazionale è nata come Assemblea Costituente, un organo legislativo eletto durante l'Autorità transitoria delle Nazioni Unite in Cambogia (UNTAC). Dopo le elezioni del 1993, l'Assemblea si è riunita e adottato una nuova costituzione per la Cambogia. 
Dopo l'emanazione della Costituzione del 1993, l'Assemblea costituente è stata ribattezzata Assemblea nazionale.

## Composizione
| Provincia        | Membri |
| ---------------- | ------ |
| Bântéay Méanchey | 6      |
| Băttâmbâng       | 8      |
| Kâmpóng Cham     | 10     |
| Kâmpóng Chhnăng  | 4      |
| Kâmpóng Speu     | 6      |
| Kâmpóng Thom     | 6      |
| Kâmpôt           | 6      |
| Kândal           | 11     |
| Kep              | 1      |
| Koh Kŏng         | 1      |
| Kratié           | 3      |
| Mondulkiri       | 1      |
| Oddar Méancheay  | 1      |
| Pailin           | 1      |
| Phnom Penh       | 12     |
| Preăh Vihéar     | 1      |
| Prey Vêng        | 11     |
| Pursat           | 4      |
| Ratanakiri       | 1      |
| Siem Reap        | 6      |
| Sihanoukville    | 3      |
| Stung Treng      | 1      |
| Svay Rieng       | 5      |
| Takéo            | 8      |
| Tbong Khmum      | 8      |
| Totale           | 125    |